# 온음 (웹진)
온음은 2019년 3월 설립된 대한민국의 음악 웹진이다. 주로 음악 평론 및 아티스트 인터뷰의 가사를 쓰며, 점수 레이팅의 경우 7점 만점을 기준으로 하고 있는 것이 특징이다.